# Коронація Наполеона (картина Жака-Луї Давіда)
«Посвята імператора Наполеона та коронація імператриці Жозефіни у соборі Паризької Богоматері 2 грудня 1804 року» (фр. Sacre de l'empereur Napoléon et couronnement de l'impératrice Joséphine, à Notre-Dame de Paris, le 2 décembre 1804) — картина художника Жака-Луї Давіда, створена у 1806–1807 роках, яка відтворює церемонію коронації французького імператора Наполеона I Бонапарта, що відбулася 2 грудня 1804 року у соборі Паризької Богоматері.